# Hellenic Football League
Hellenic Football League er en regional fodboldliga i det sydlige England, som består af hold fra Berkshire, Gloucestershire, Oxfordshire, den sydlige del af Buckinghamshire, den sydlige del af Herefordshire, den vestlige del af Greater London, den nordlige del af Wiltshire og det nordligste Hampshire. 
Ligaen blev etableret i 1953 som én division med 16 hold. I 1956 var ligaen vokset til 27 og blev derfor opdelt i to divisoner, Premer Division og Division One. Inden sæsonen 2000–01 blev Chiltonian League fusioneret ind i Hellenic League, som dermed kom til at bestå af tre divisioner, Premier Division, Division One East og Division One West. I sæsonen 2006–07 absorberede Hellenic League endvidere Banbury District and Lord Jersey FA Veterans League, som nu udgør old boys-divisionerne i Hellenic League.
Hellenic Football League har pr. 2014 tre divisioner for førstehold, Premier Division, der befinder sig på niveau 9 i det engelske ligasystem, samt Division One East og Division One West på niveau 10. De bedste hold i Premier Division har mulighed for at rykke op i en af de to puljer i Southern Leagues Division One, alt efter klubbens geografiske placering. Holdene, der slutter som nr. 1 eller 2 i hver af de to Division One-puljer kan rykke op i Premier Division, hvis deres stadion opfylder visse krav fastlagt af The Football Association. Optagelse af hold i Division One-puljerne sker fortrinsvis fra lavere rangerende lokale ligaer på niveau 11 i det engelske ligasystem i Hellenic Leagues område.

## Vindere

### Liga
| Vindere af Hellenic Football League 1953–2013 |                             |                                   |                                   |
| Sæson                                         | Premier Division            | Division One                      | Division One                      |
| 1953–54                                       | Didcot Town FC (1)          | Ikke spillet                      | Ikke spillet                      |
| 1954–55                                       | Witney Town FC (1)          | Ikke spillet                      | Ikke spillet                      |
| 1955–56                                       | Headington United FC (1)    | Ikke spillet                      | Ikke spillet                      |
| 1956–57                                       | Abingdon Town FC (1)        | Luton Town Colts FC (1)           | Luton Town Colts FC (1)           |
| 1957–58                                       | Witney Town FC (2)          | Aylesbury Town Corinthians FC (1) | Aylesbury Town Corinthians FC (1) |
| 1958–59                                       | Abingdon Town FC (2)        | Thatcham Town FC (1)              | Thatcham Town FC (1)              |
| 1959–60                                       | Abingdon Town FC (3)        | Hazells FC (1)                    | Hazells FC (1)                    |
| 1960–61                                       | Bicester Town FC (1)        | Chipping Norton Town FC (1)       | Chipping Norton Town FC (1)       |
| 1961–62                                       | Thame United FC (1)         | Botley United FC (1)              | Botley United FC (1)              |
| 1962–63                                       | Yiewsley FC (1)             | Amersham Town FC (1)              | Amersham Town FC (1)              |
| 1963–64                                       | Amersham Town FC (1)        | Henley Town FC (1)                | Henley Town FC (1)                |
| 1964–65                                       | Witney Town FC (3)          | Thatcham Town FC (2)              | Thatcham Town FC (2)              |
| 1965–66                                       | Witney Town FC (4)          | Princes Risborough Town FC (1)    | Princes Risborough Town FC (1)    |
| 1966–67                                       | Witney Town FC (5)          | Pinehurst FC (1)                  | Pinehurst FC (1)                  |
| 1967–68                                       | Hazells FC (1)              | Henley Town FC (2)                | Henley Town FC (2)                |
| 1968–69                                       | Wallingford Town FC (1)     | Oxford City FC Reserves (1)       | Oxford City FC Reserves (1)       |
| 1969–70                                       | Thame United FC (2)         | Clanfield FC (1)                  | Clanfield FC (1)                  |
| 1970–71                                       | Witney Town FC (6)          | Hungerford Town FC (1)            | Hungerford Town FC (1)            |
| Sæson                                         | Premier Division            | Division One A                    | Division One B                    |
| 1971–72                                       | Witney Town FC (7)          | Fairford Town FC (1)              | Chipping Norton Town FC (2)       |
| Sæson                                         | Premier Division            | Division One                      | Division One                      |
| 1972–73                                       | Witney Town FC (8)          | Thatcham Town FC (3)              | Thatcham Town FC (3)              |
| 1973–74                                       | Moreton Town FC (1)         | Cirencester Town FC (1)           | Cirencester Town FC (1)           |
| 1974–75                                       | Thatcham Town FC (1)        | Maidenhead Town FC (1)            | Maidenhead Town FC (1)            |
| 1975–76                                       | Burnham FC (1)              | Abingdon Town FC (1)              | Abingdon Town FC (1)              |
| 1976–77                                       | Moreton Town FC (2)         | Didcot Town FC (1)                | Didcot Town FC (1)                |
| 1977–78                                       | Chipping Norton Town FC (1) | Bicester Town FC (1)              | Bicester Town FC (1)              |
| 1978–79                                       | Newbury Town FC (1)         | Northwood FC (1)                  | Northwood FC (1)                  |
| 1979–80                                       | Bicester Town FC (2)        | Hazells FC (2)                    | Hazells FC (2)                    |
| 1980–81                                       | Newbury Town (2)            | Wantage Town FC (1)               | Wantage Town FC (1)               |
| 1981–82                                       | Forest Green Rovers FC (1)  | Lambourn Sports FC (1)            | Lambourn Sports FC (1)            |
| 1982–83                                       | Moreton Town FC (3)         | Rayners Lane (1)                  | Rayners Lane (1)                  |
| 1983–84                                       | Almondsbury Greenway FC (1) | Morris Motors FC (1)              | Morris Motors FC (1)              |
| 1984–85                                       | Shortwood United FC (1)     | Pegasus Juniors FC (1)            | Pegasus Juniors FC (1)            |
| 1985–86                                       | Sharpness FC (1)            | Viking Sports FC (1)              | Viking Sports FC (1)              |
| 1986–87                                       | Abingdon Town FC (4)        | Bishops Cleeve FC (1)             | Bishops Cleeve FC (1)             |
| 1987–88                                       | Yate Town FC (1)            | Cheltenham Town FC Reserves (1)   | Cheltenham Town FC Reserves (1)   |
| 1988–89                                       | Yate Town FC (2)            | Almondsbury Picksons FC (1)       | Almondsbury Picksons FC (1)       |
| 1989–90                                       | Newport AFC (1)             | Carterton Town FC (1)             | Carterton Town FC (1)             |
| 1990–91                                       | Milton United FC (1)        | Cinderford Town FC (1)            | Cinderford Town FC (1)            |
| 1991–92                                       | Shortwood United FC (2)     | Wollen Sports FC (1)              | Wollen Sports FC (1)              |
| 1992–93                                       | Wollen Sports FC (1)        | Tuffley Rovers FC (1)             | Tuffley Rovers FC (1)             |
| 1993–94                                       | Moreton Town FC (4)         | Carterton Town FC (2)             | Carterton Town FC (2)             |
| 1994–95                                       | Cinderford Town FC (1)      | Endsleigh FC (1)                  | Endsleigh FC (1)                  |
| 1995–96                                       | Cirencester Town FC (1)     | Purton FC (1)                     | Purton FC (1)                     |
| 1996–97                                       | Brackley Town FC (1)        | Ardley United FC (1)              | Ardley United FC (1)              |
| 1997–98                                       | Swindon Supermarine FC (1)  | Ardley United FC (1)              | Ardley United FC (1)              |
| 1998–99                                       | Burnham FC (1)              | Pegasus Juniors FC (2)            | Pegasus Juniors FC (2)            |
| 1999–2000                                     | Banbury United FC (1)       | Cheltenham Saracens FC (1)        | Cheltenham Saracens FC (1)        |
| Sæson                                         | Premier Division            | Division One East                 | Division One West                 |
| 2000–01                                       | Swindon Supermarine FC (2)  | Henley Town FC (3)                | Gloucester United FC (1)          |
| 2001–02                                       | North Leigh FC (1)          | Finchampstead FC (1)              | Hook Norton FC (1)                |
| 2002–03                                       | North Leigh FC (2)          | Quarry Nomads FC (1)              | Slimbridge FC (1)                 |
| 2003–04                                       | Brackley Town FC (2)        | Wantage Town FC (2)               | Purton FC (2)                     |
| 2004–05                                       | Highworth Town FC (1)       | Eton Wick FC (1)                  | Shrivenham FC (1)                 |
| 2005–06                                       | Didcot Town FC (2)          | Hounslow Borough FC (1)           | Winterbourne United FC (1)        |
| 2006–07                                       | Slimbridge FC (1)           | Bisley Sports FC (1)              | Lydney Town FC (1)                |
| 2007–08                                       | North Leigh FC (3)          | Chalfont Wasps FC (1)             | Winterbourne United FC (2)        |
| 2008–09                                       | Hungerford Town FC (1)      | Binfield FC (1)                   | Hardwickes FC (1)                 |
| 2009–10                                       | Almondsbury Town FC (2)     | Thame United FC (1)               | Slimbridge FC (2)                 |
| 2010–11                                       | Wantage Town FC (1)         | Holyport FC (1)                   | Headington Amateurs FC (1)        |
| 2011–12                                       | Oxford City Nomads FC (1)   | Newbury FC (1)                    | Tytherington Rocks FC (1)         |
| 2012–13                                       | Marlow FC (1)               | Rayners Lane (2)                  | Brimscombe & Thrupp FC (1)        |